# Dispensario Público Sham Shui Po

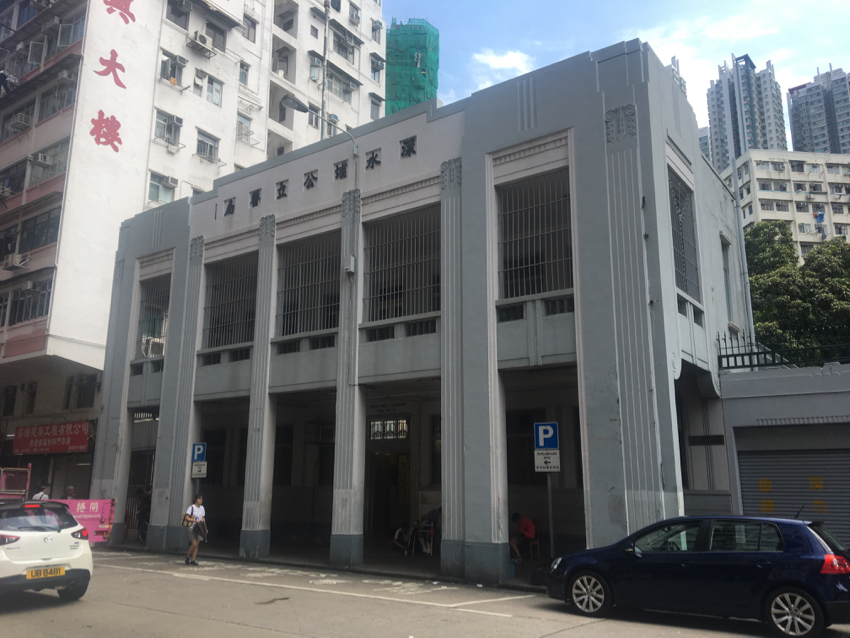
Dispensario Sham Shui Po 2019

El dispensario público Sham Shui Po es un complejo médico de dos pisos y un edificio histórico de Grado III construido en la década de 1930 en la calle Yee Kuk. Los orígenes se remontan a principios del siglo XX cuando los miembros de la comunidad de Sham Shui Po iniciaron un plan para establecer una clínica pública debido a la falta de instalaciones de atención médica para los residentes locales. Con la introducción del Esquema de Tratamiento de Metadona del gobierno en 1972, el dispensario se convirtió en uno de los centros de tratamiento de metadona de Hong Kong, ahora se conoce como Clínica de Metadona Sham Shui Po y es mantenido por Servicios Médicos Auxiliares.